# Ligne S1 des FGC
La ligne S1 est une des dix-huit lignes de train de banlieue de l'agglomération barcelonaise. Elle relie Barcelone à Terrassa et dessert au total quatre communes sur le tracé de la ligne Barcelone - Vallès.
Elle est exploitée par les Chemins de fer de la généralité de Catalogne (FGC).

## Historique
Le code S1 est attribué à la ligne en 1996. Elle puise ses origines dans le chemin de fer de Barcelone à Sarrià, ouvert en 1863, et dans le tronçon du Vallès des Chemins de fer de Catalogne, mis en service à la fin des années 1910.
À l'occasion de la mise en service d'une quinzaine de nouveaux trains le 9 décembre 2022, la fréquence de passage sur les lignes S1 et S2 augmente à 5 min en heure de pointe aux terminus, soit 2 min 30 s sur le tronçon commun entre Barcelone et Sant Cugat del Vallès, ce qui conduit à la disparition des lignes S5, S6 et S7.

## Caractéristiques

### Ligne
La ligne parcourt les infrastructures de la ligne Barcelone - Vallès. Elle compte 19 stations, dont onze souterraines, et parcourt 33,2 km. Les rails sont à écartement normal et la voie est double sur l'intégralité du trajet.
À partir de Plaça de Catalunya, elle dessert quatre communes : Barcelone, Sant Cugat del Vallès, Rubí et Terrassa, et partage son tracé avec la ligne L7 jusqu'à Gràcia, la ligne L6 jusqu'à Sarrià et la ligne S2 jusqu'à Sant Cugat.

### Stations et correspondances
| Gare                    | Municipalité          | Correspondances | Zone |
| ----------------------- | --------------------- | --------------- | ---- |
| Plaça de Catalunya      | Barcelone             |                 | 1    |
| Provença                | Barcelone             |                 | 1    |
| Gràcia                  | Barcelone             |                 | 1    |
| Sant Gervasi            | Barcelone             |                 | 1    |
| Muntaner                | Barcelone             |                 | 1    |
| La Bonanova             | Barcelone             |                 | 1    |
| Les Tres Torres         | Barcelone             |                 | 1    |
| Sarrià                  | Barcelone             |                 | 1    |
| Peu del Funicular       | Barcelone             |                 | 1    |
| Vallvidrera             | Barcelone             |                 | 1    |
| Les Planes              | Barcelone             |                 | 1    |
| La Floresta             | Sant Cugat del Vallès |                 | 2C   |
| Valldoreix              | Sant Cugat del Vallès |                 | 2C   |
| Sant Cugat-Centre       | Sant Cugat del Vallès |                 | 2C   |
| Mira-sol                | Sant Cugat del Vallès |                 | 2C   |
| Hospital General        | Sant Cugat del Vallès |                 | 2C   |
| Rubí-Centre             | Rubí                  |                 | 2C   |
| Les Fonts               | Terrassa              |                 | 3C   |
| Terrassa-Rambla         | Terrassa              |                 | 3C   |
| Vallparadís Universitat | Terrassa              |                 | 3C   |
| Terrassa-Nord           | Terrassa              |                 | 3C   |
| Terrassa-Nacions Unides | Terrassa              |                 | 3C   |

## Exploitation

### Matériel roulant
La ligne est servie par les rames de série 112 et 113 des FGC.

Rames
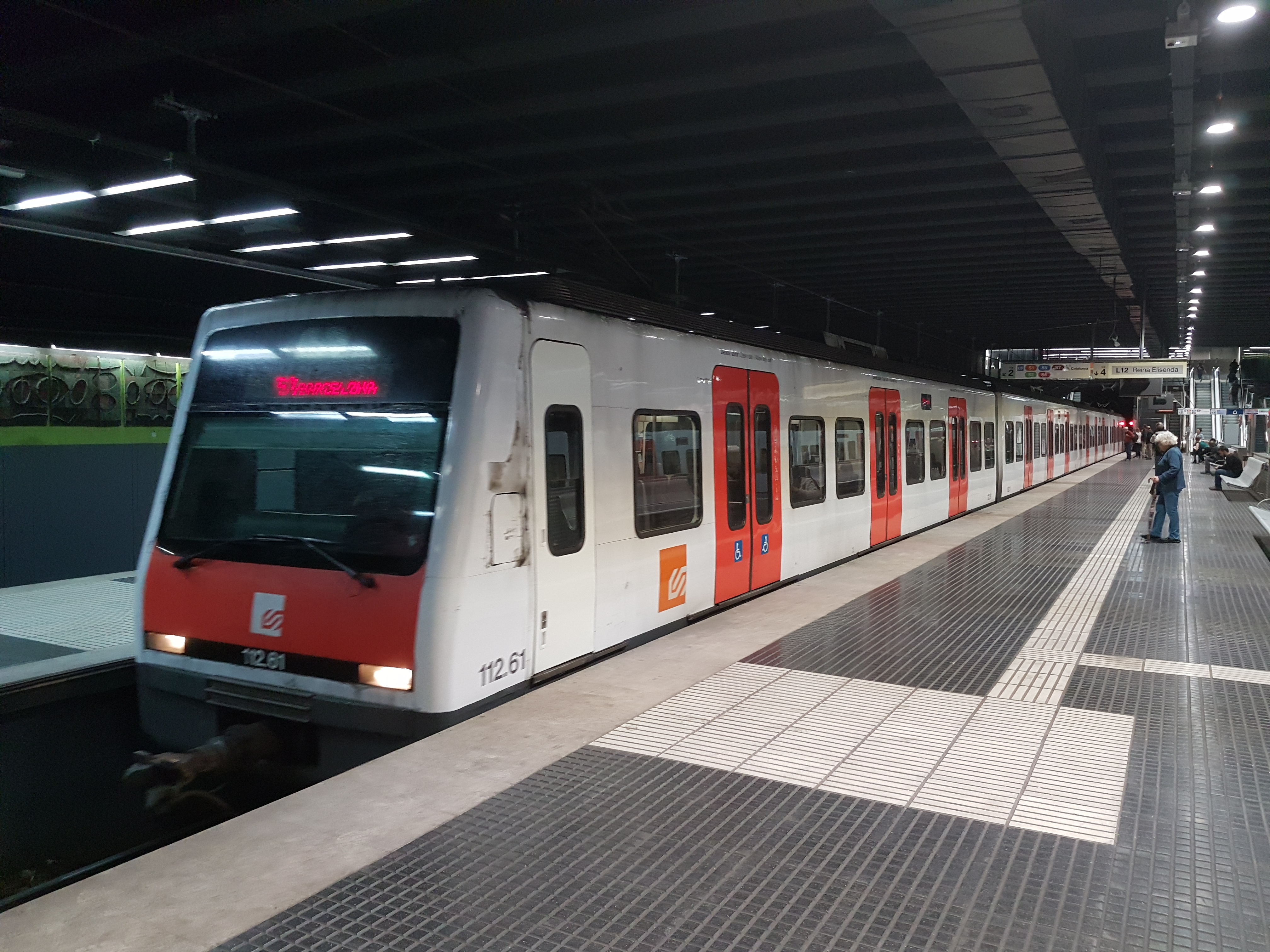
Série 112 à quai à Sarrià.
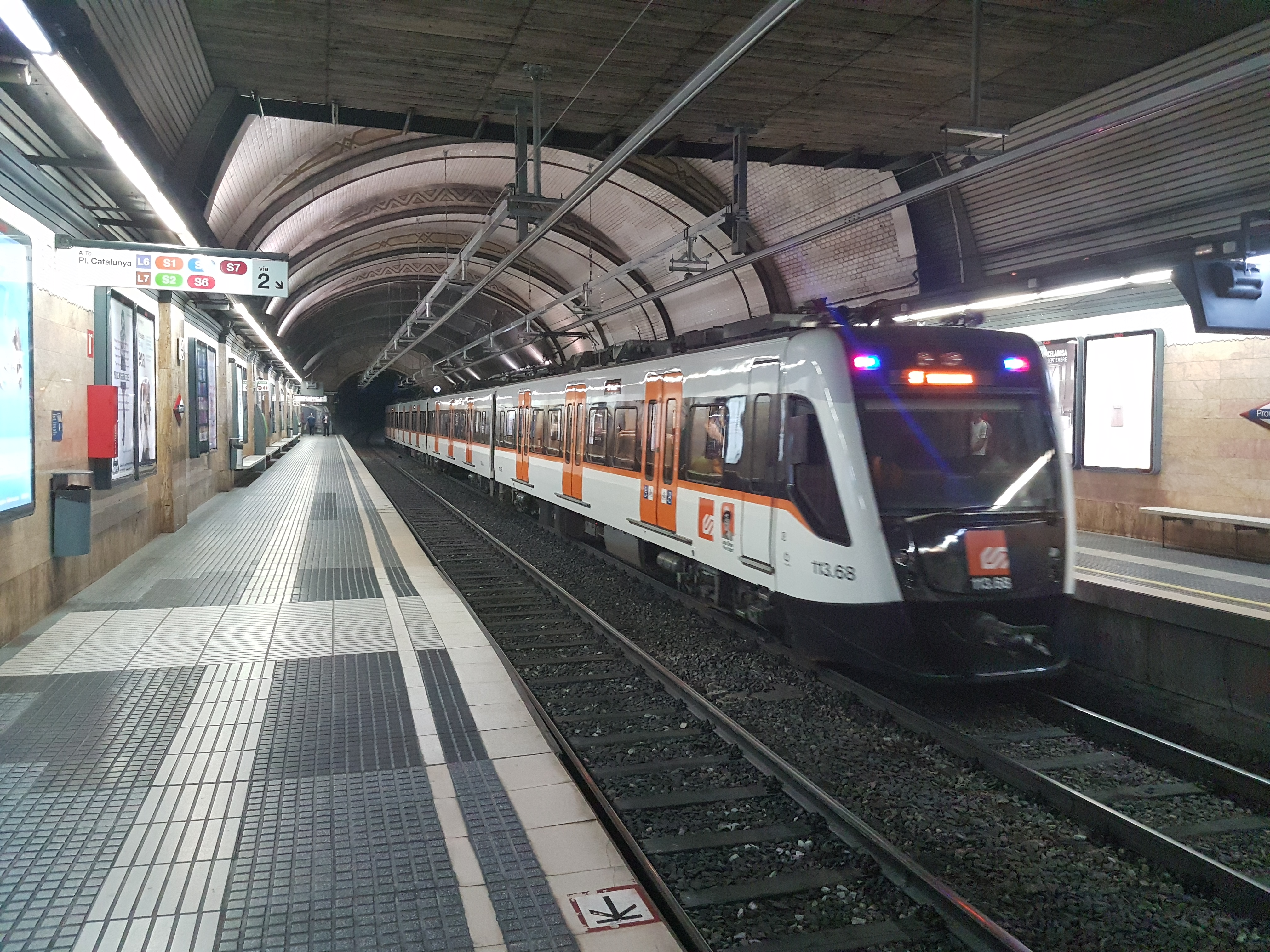
Série 113 à quai à Provença.